# Al-Hamada al-Hamra

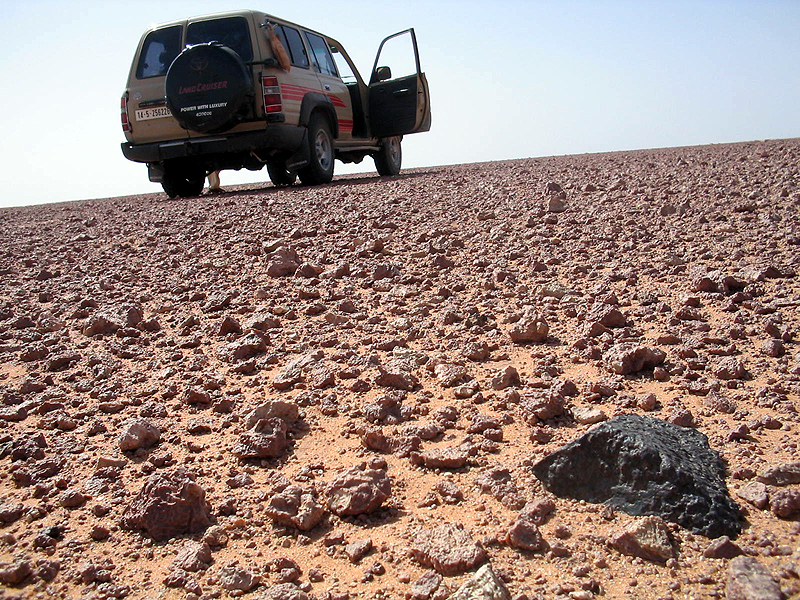
Czarny meteoryt wśród czerwonych kamieni pustyni Al-Hamada al-Hamra

Al-Hamada al-Hamra (arab. الحمادة الحمراء) – płaskowyż w północno-zachodniej Libii stanowiący część Sahary, leżący na południe od gór Dżabal Nafusa. Stanowi bezludną kamienistą pustynię o rozmiarach 440 na 305 km. Jej powierzchnię pokrywają zarówno małe kamienie, jak i potężne bloki skalne osiągające wysokość 825 m. Jego nazwa jest związana z charakterystycznym zabarwieniem materiału skalnego i brzmi „Czerwona Skalista Wyżyna”.
Badania geologiczne potwierdziły występowanie tu fosfatów i ropy naftowej (odkryta w 1976 r.).
Najbardziej chyba jednak znany jest na świecie ten region z licznych znalezisk meteorytów. Występują one tutaj w ilości ok. 1 na 200 m². Od roku 1986, od kiedy rozpoczęto regularne poszukiwania meteorytów w tym regionie, znaleziono ich już prawie 500. Największe z nich osiągają masę kilku kilogramów i mają swoje nazwy od nazwy płaskowyżu, w skrócie HaH z odpowiednim numerem.